# Gloire du pilote
La Gloire du pilote est un cas particulier du spectre de Brocken avec gloire, lorsqu'il est créé par un aéronef sur un nuage.